# Лилия Газизова
Лилия Ривкатовна Газизова (на татарски: Лилия Рифкать кызы Газизова) е руска журналистка, преводачка, писателка и поетеса от Република Татарстан, една от най-изявените поетеси от своето поколение.

## Биография и творчество
Лилия Газизова е родена на 6 юни 1967 г. в Казан, РСФСР, СССР, в семейството на професор по история. Завършва Медицинския институт в Казан през 1990 г. и Литературния институт „Максим Горки“ през 1996 г. В продължение на шест години периода 1990 – 1996 г. работи като педиатър в санаториум „Казански“.
Полага аспирантура в Института за световна литература на Руската академия на науките и има следдипломно обучение по философия в Казанския национален изследователски технически университет „А. Туполев“. В продължение на петнадесет години служи като консултант по руска литература и литературен превод в Съюза на писателите на Татарстан.
Преподава руска литература в университета „Ерциес“ в Кайсери, Турция. Тя е изпълнителен секретар на международното списание за поезия „Интерпоезия“, издавано в Ню Йорк.
Започва да публикува през 1987 г. във вестника „Республика Татарстан“. Същата година печели една от основните награди – „Надежда“ в републиканския турнир на регионалния комитет на Комсомола. Първата ѝ публикация в централната преса е в съветско-българското списание „Дружба“ през 1990 година. Важна роля в творческото ѝ развитие има срещата ѝ с руската писателка Анастасия Цветаева, която съдейства за публикацията на стиховете ѝ в списание „Юность“ (Младост) и пише предговора към първата ѝ книга, стихосбирката „Чёрный жемчуг“ (Черна перла) от 1996 г.
Авторка е и на стихосбирките: „Поэма беременности“ (2001), „Зимние арабески“ (2002), „КАНАФЕР“ (на руски, английски и турски езици, 2011, на полски, 2012), „Люди февраля“ (2013), „Кирова,70“ (стихове, преводи, есета, 2013), „Oameni de februarie“ (на румънски, 2014), на книгата със стихове за деца „День отправился гулять“ (2011).
Публикува стихове и проза в списания „Знамя“, „Арион“, „Дружба народов“, „Октябрь“, „Юность“, „Современная поэзия“, „Крещатик“, „Дети Ра“, „День и ночь“, „Сибирские огни“, „Зинзивер“, „Футурум АРТ“, „Поэзия сегодня“ (Полша), „Идель“, вестниците „Литературная газета“, „Литературная Россия“, алманасите „Истоки“, „День поэзии“. „Поэзия пяти континентов“ (Македония) и в редица чужди антологии. От 2010 г. пише предимно в стила „vers libre“ (свободен стих).
Удостоена е с литературните награди „Гаврила Державин (2003), Анна Ахматова (на сп. „Юность“, 2004), В. Берестов (2012), наградата на списанието „Дети-РА“ и др., както и със званието „Заслужил деятел на изкуството на Република Татарстан“.
Стиховете ѝ са превеждани на английски, френски, немски, полски, български, македонски, румънски, турски, арменски, латишки, украински езици.
Съставителка е на редица антологии на руската и татарската поезия на Татарстан. Превежда поемата на Ренат Харис „Красивый дом (2007). Превежда татарска и турска поезия на руски език.
Член е на международния ПЕН клуб (Москва), член е на Съюза на руските писатели и е член на Международната федерация на журналистите. От 2002 г. е член на управителния съвет на Съюза на писателите на Република Татарстан.
Организатор е на Международния поетичен фестивал на името на математика Николай Лобачевски (Казан), Международния Хлебниковски фестивал Ладомир (Казан-Елабуга), Международния фестивал „Литературная Универсиада в Казани“ (2013), фестивала „Словесность 21 века“.
Участник е в международните поетични фестивали в Македония, Полша, Турция, Румъния, Армения, Украйна и др.
Омъжена е за поета Андрей Новиков (1974 – 2014).
Лилия Газизова живее със семейството си в Казан и в Турция.

## Произведения

### Поезия
- Чёрный жемчуг (1996)
- Поэма беременности (2001)
- Зимние арабески (2002)
- КАНАФЕР (2011) – на руски, английски и турски
- День отправился гулять: стихи для детей (2011)
- Люди февраля (2013)
- Кирова,70 (2013)
- Касабланка (2015)
- Верлибры (2016)